# Зарічанська сільська рада (Сновський район)
Заріча́нська сільська́ ра́да — адміністративно-територіальна одиниця та орган місцевого самоврядування у Сновському районі Чернігівської області. Адміністративний центр — село Заріччя.

## Загальні відомості
Зарічанська сільська рада утворена в 1990 році.
- Територія ради: 24,482 км²
- Населення ради: 317 осіб (станом на 2001 рік)

## Населені пункти
Сільській раді були підпорядковані населені пункти:
- с. Заріччя
- с. Боршна
- с. Мільки

## Склад ради
Рада складалася з 12 депутатів та голови.
- Голова ради: Козел Михайло Іванович
- Секретар ради: Лемешко Валентина Володимирівна

### Керівний склад попередніх скликань
| ПІБ                     | Основні відомості                                                         | Дата обрання | Дата звільнення |
| ----------------------- | ------------------------------------------------------------------------- | ------------ | --------------- |
| Тупиця Валерій Іванович | Сільський голова, 1948 року народження, член Комуністичної партії України | 26.03.2006   | 31.10.2010      |
| Козел Михайло Іванович  | Сільський голова, 1952 року народження, освіта вища, член Народної партії | 31.10.2010   |                 |

Примітка: таблиця складена за даними джерела

### Депутати
За результатами місцевих виборів 2010 року депутатами ради стали:

#### За суб'єктами висування
| Суб'єкт висування | Кількість обраних депутатів | %    |
| ----------------- | --------------------------- | ---- |
| Партія регіонів   | 7                           | 58,3 |
| Самовисування     | 3                           | 25   |
| Народна партія    | 2                           | 16,7 |

#### За округами
| № округу        | Прізвище, ім'я, по батькові      | Дата визнання обраним | Освіта             | Партійна приналежність | Відомості про обраного депутата                                |
| --------------- | -------------------------------- | --------------------- | ------------------ | ---------------------- | -------------------------------------------------------------- |
| Народна Партія  |                                  |                       |                    |                        |                                                                |
| 1               | Павловська Галина Михайлівна     | 05.11.2010            | вища               | позапартійна           | Петрівське сільське споживче товариство, продавець             |
| 6               | Лемешко Валентина Володимирівна  | 05.11.2010            | вища               | член Народної партії   | Зарічанська сільська рада, секретар                            |
| Партія регіонів |                                  |                       |                    |                        |                                                                |
| 2               | Савоста Микола Панасович         | 05.11.2010            | середня            | член Партії регіонів   | пенсіонер                                                      |
| 4               | Дворник Оксана Григорівна        | 05.11.2010            | вища               | позапартійна           | Зарічанський фельдшерсько-акушерський пункт, молодша медсестра |
| 5               | Литвиненко Олександр Миколайович | 05.11.2010            | вища               | позапартійний          | відділення ВАТ «Укртелеком», начальник лінійних споруд         |
| 9               | Литвиненко Микола Олександрович  | 05.11.2010            | середня            | член Партії регіонів   | приватний підприємець                                          |
| 10              | Павловська Валентина Анатоліївна | 05.11.2010            | вища               | позапартійна           | тимчасово не працює                                            |
| 11              | Кожем'яко Інга Миколаївна        | 05.11.2010            | вища               | позапартійна           | тимчасово не працює                                            |
| 12              | Маклюк Михайло Михайлович        | 05.11.2010            | вища               | позапартійний          | пенсіонер                                                      |
| Самовисування   |                                  |                       |                    |                        |                                                                |
| 3               | Понаморчук Тетяна Миколаївна     | 05.11.2010            | вища               | позапартійна           | Зарічанська сільська рада, бухгалтер                           |
| 7               | Савоста Любов Михайлівна         | 05.11.2010            | вища               | позапартійна           | пенсіонер                                                      |
| 8               | Муравко Микола Іванович          | 05.11.2010            | середня спеціальна | позапартійний          | тимчасово не працює                                            |